# Liérganes
Liérganes es un municipio y localidad de la comunidad autónoma de Cantabria (España) situado en la comarca de Trasmiera. Limita al norte con Medio Cudeyo, al este con Riotuerto, al sur con Miera y al oeste con Penagos. Por su territorio discurre el río Miera, caudal que alimenta al balneario de Liérganes. Asimismo, dispone de un servicio de cercanías operado por Renfe Cercanías AM que le une a Santander, mediante la red de ancho métrico de Adif. Está nombrado como uno de los pueblos más bonitos de España.
Los principales núcleos de población son Liérganes (capital municipal) y Pámanes. El primero tiene más del doble de población que el segundo. El núcleo de Pámanes integra las localidades de Bucarrero, Casa del Monte, El Condado, La Herrán, Somarriba y Tarriba. 

## Demografía
Liérganes cuenta con una población de 2394 habitantes (INE 2024).
| Gráfica de evolución demográfica de Liérganes entre 1842 y 2021                                                     |
| |
| Población de derecho según los censos de población del INE Población de hecho según los censos de población del INE |

## Geografía

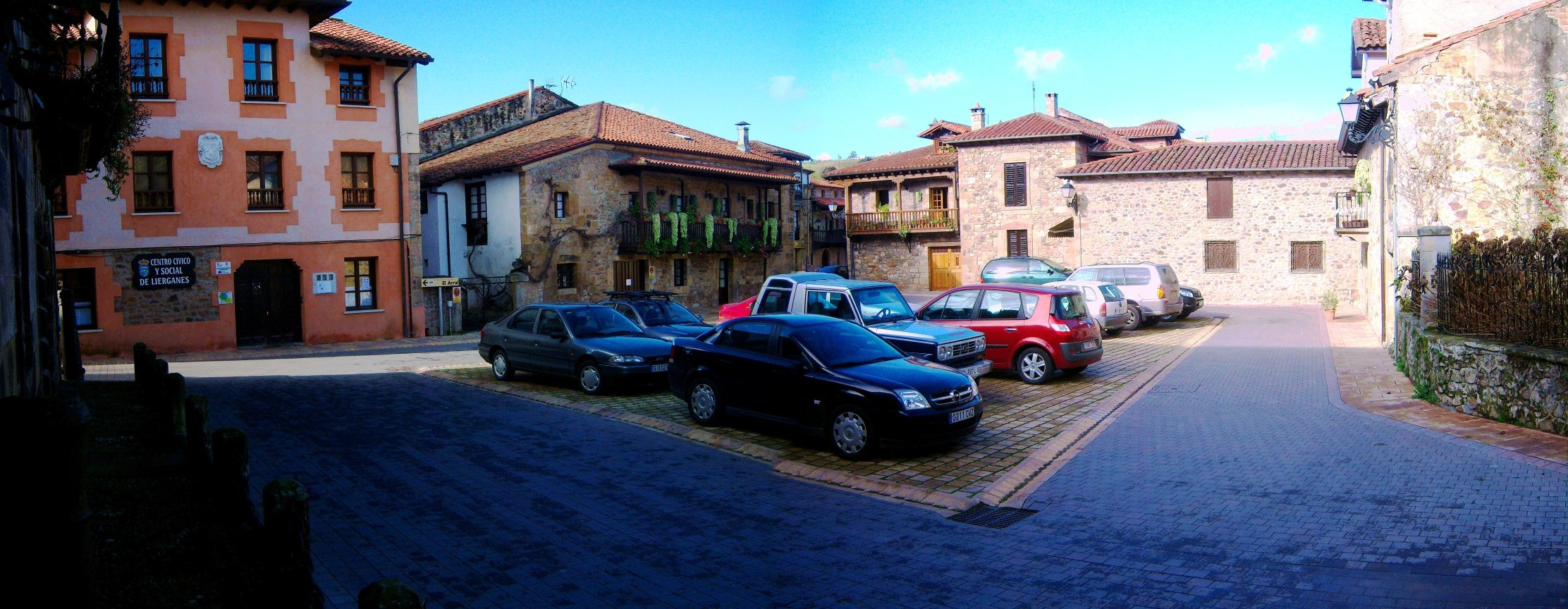
Plaza del Marqués de Valdecilla en Liérganes (antigua plaza de El Mercadillo)

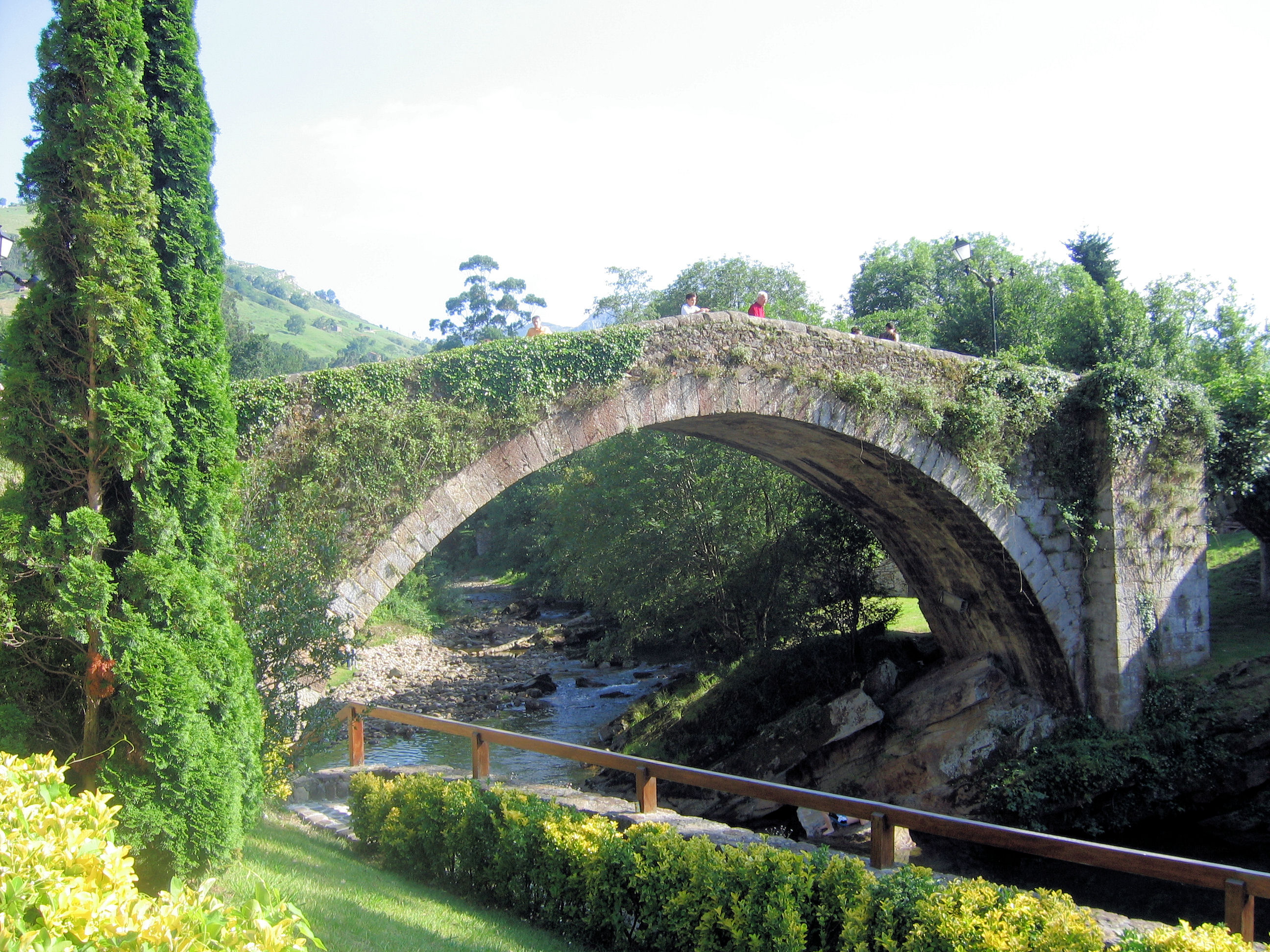
El conocido como puente romano de Liérganes fue en realidad construido en 1587 por Bartolomé de la Hermosa

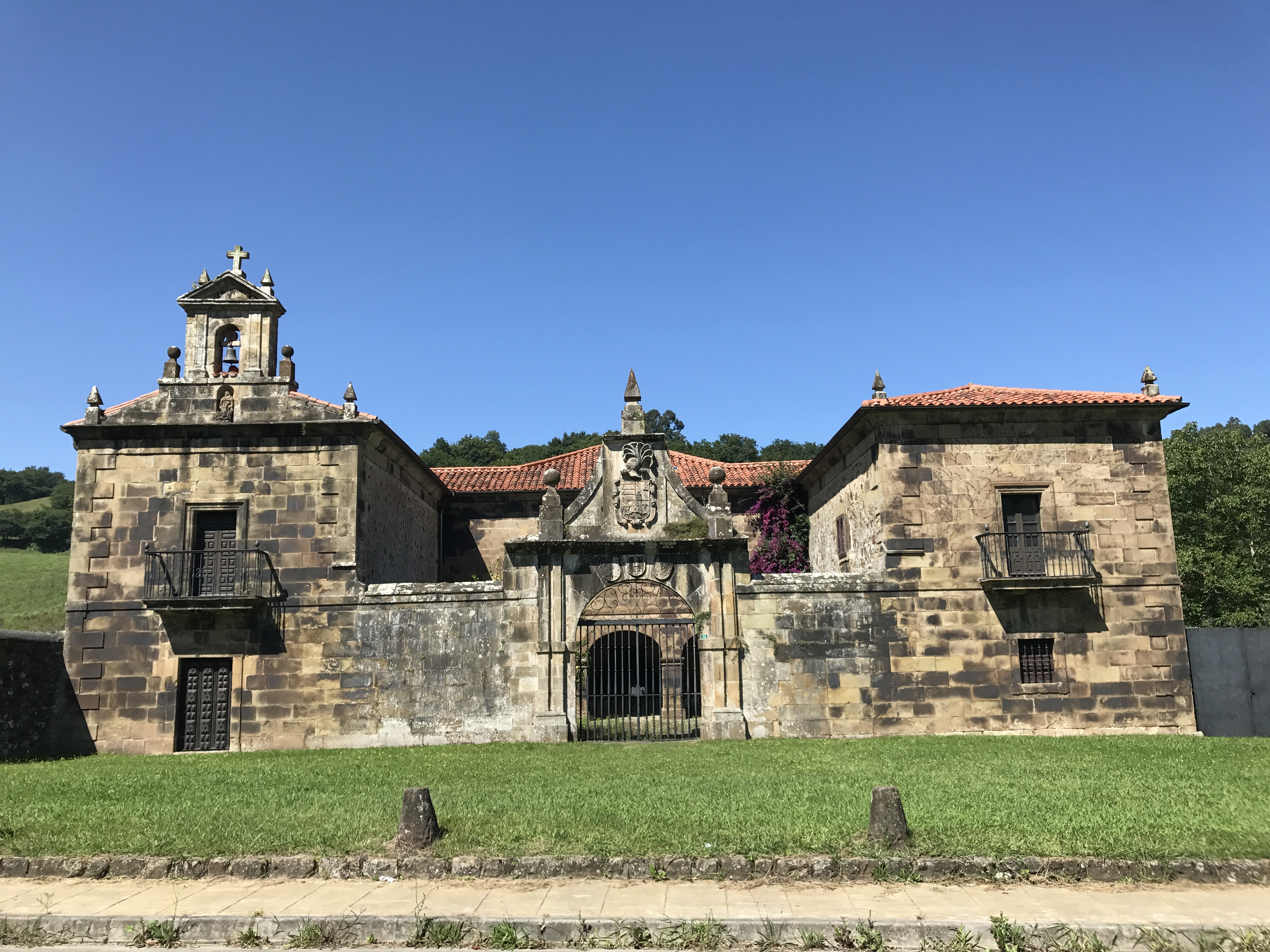
Palacio de La Rañada, también llamado palacio de Cuesta Mercadillo, de mediados del

El relieve está definido por el Macizo de Peña Cabarga por el noroeste, el valle del río Miera por el este, y por una zona de montes y praderas por el centro, sur y oeste, en pendiente ascendente hacia el sur. La altitud oscila entre los 830 metros al sur y los 60 metros a orillas del río Miera. El pueblo se alza a 93 metros sobre el nivel del mar. 
| Noroeste: Medio Cudeyo y Penagos | Norte: Medio Cudeyo | Nordeste: Medio Cudeyo |
| Oeste: Penagos                   |                     | Este: Riotuerto        |
| Suroeste: Santa María de Cayón   | Sur: Miera          | Sureste: Miera         |

### Comunicaciones
Integrado en la comarca de Trasmiera, se sitúa a 23 kilómetros de la capital cántabra. El término municipal está atravesado por la Autovía del Cantábrico (A-8), por la carretera nacional N-634, entre los pK 203 y 206, y por las carreteras autonómicas CA-160, que une la carretera nacional con el pueblo de Liérganes, CA-162, que se dirige al municipio de Riotuerto, y CA-260, que conecta con el municipio de Miera. 
- Carreteras regionales: CA-160, CA-162 y CA-260.
- Estación de ferrocarril de Liérganes con conexión a Santander.

| Procedencia/Destino | <         | Línea | >               | Procedencia/Destino |
| ------------------- | --------- | ----- | --------------- | ------------------- |
| Santander AM        | La Cavada |       | Inicio de línea | Inicio de línea     |

## Economía
Un 17,5 % de la población del municipio se dedica al sector primario, un 15,4 % a la construcción, un 17,1 % a la industria y un 49,9 % al sector servicios. Predomina por tanto el sector terciario.

## Administración y política

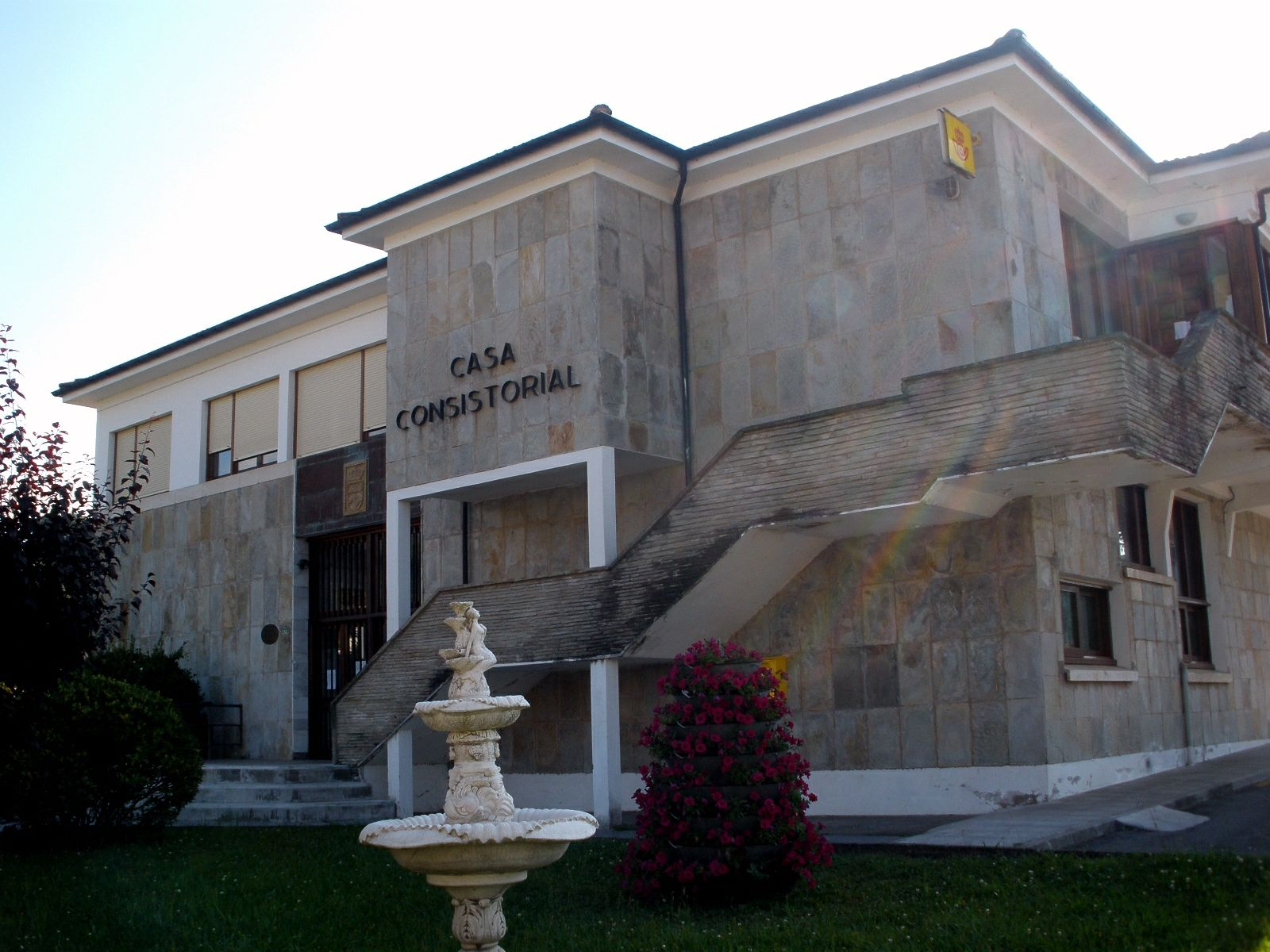
Ayuntamiento de Liérganes

### Gobierno municipal
Actualmente el alcalde es Ángel Bordas (PP).
| Periodo   | Nombre                  | Partido | Partido                                  |
| --------- | ----------------------- | ------- | ---------------------------------------- |
| 2007-2011 | Ángel Bordas García     |         | Partido Popular (PP)                     |
| 2011-2015 | Ramón Diego Cabarga     |         | Partido Socialista Obrero Español (PSOE) |
| 2015-2023 | Santiago Rego Rodríguez |         | Unión por Liérganes y Pámanes (ULP)      |
| 2023-act. | Ángel Bordas García     |         | Partido Popular (PP)                     |

| Partido político                         | 2023  | 2023  | 2023       | 2019  | 2019  | 2019       | 2015  | 2015  | 2015       | 2011  | 2011  | 2011       | 2007  | 2007  | 2007       | 2003  | 2003  | 2003       |
| Partido político                         | Votos | %     | Concejales | Votos | %     | Concejales | Votos | %     | Concejales | Votos | %     | Concejales | Votos | %     | Concejales | Votos | %     | Concejales |
| Partido Popular (PP)                     | 581   | 35,99 | 4          | 627   | 38,6  | 4          | 656   | 39,05 | 5          | 783   | 47,60 | 5          | 893   | 52,22 | 6          | 800   | 48,69 | 6          |
| Unión por Liérganes y Pámanes (ULP)      | 562   | 34,82 | 4          | 691   | 42,54 | 5          | 638   | 37,98 | 5          | —     | —     | —          | —     | —     | —          | —     | —     | —          |
| Partido Regionalista de Cantabria (PRC)  | 237   | 14,68 | 2          | 286   | 17,61 | 2          | 251   | 14,94 | 1          | 396   | 24,07 | 3          | 567   | 33,16 | 4          | 441   | 26,84 | 3          |
| Partido Socialista Obrero Español (PSOE) | 123   | 7,62  | 1          | —     | —     | —          | 114   | 6,79  | 0          | 446   | 27,11 | 3          | 216   | 12,63 | 1          | 383   | 23,31 | 2          |

### Organización territorial
Según el nomenclátor de 2011, el municipio comprende las siguientes entidades de población, con sus correspondientes núcleos:
| Entidad singular de población | Núcleos de población |
| ----------------------------- | --- |
| Liérganes (Capital)           | Calgar La Costera Extremera Liérganes El Mercadillo Las Porquerizas Los Prados La Quieva La Rañada El Rellano Rubalcaba La Vega |
| Pámanes                       | Bucarrero Casa del Monte El Condado La Herrán Somarriba Tarriba                                                                 |

Liérganes a su vez es la capital del municipio. En 2023 contaba con una población de 2.397 habitantes (INE). La localidad se encuentra a 110 metros de altitud sobre el nivel del mar, y a 27,5 kilómetros de la capital cántabra, Santander. Destaca del lugar su balneario sulfuroso.

## Patrimonio

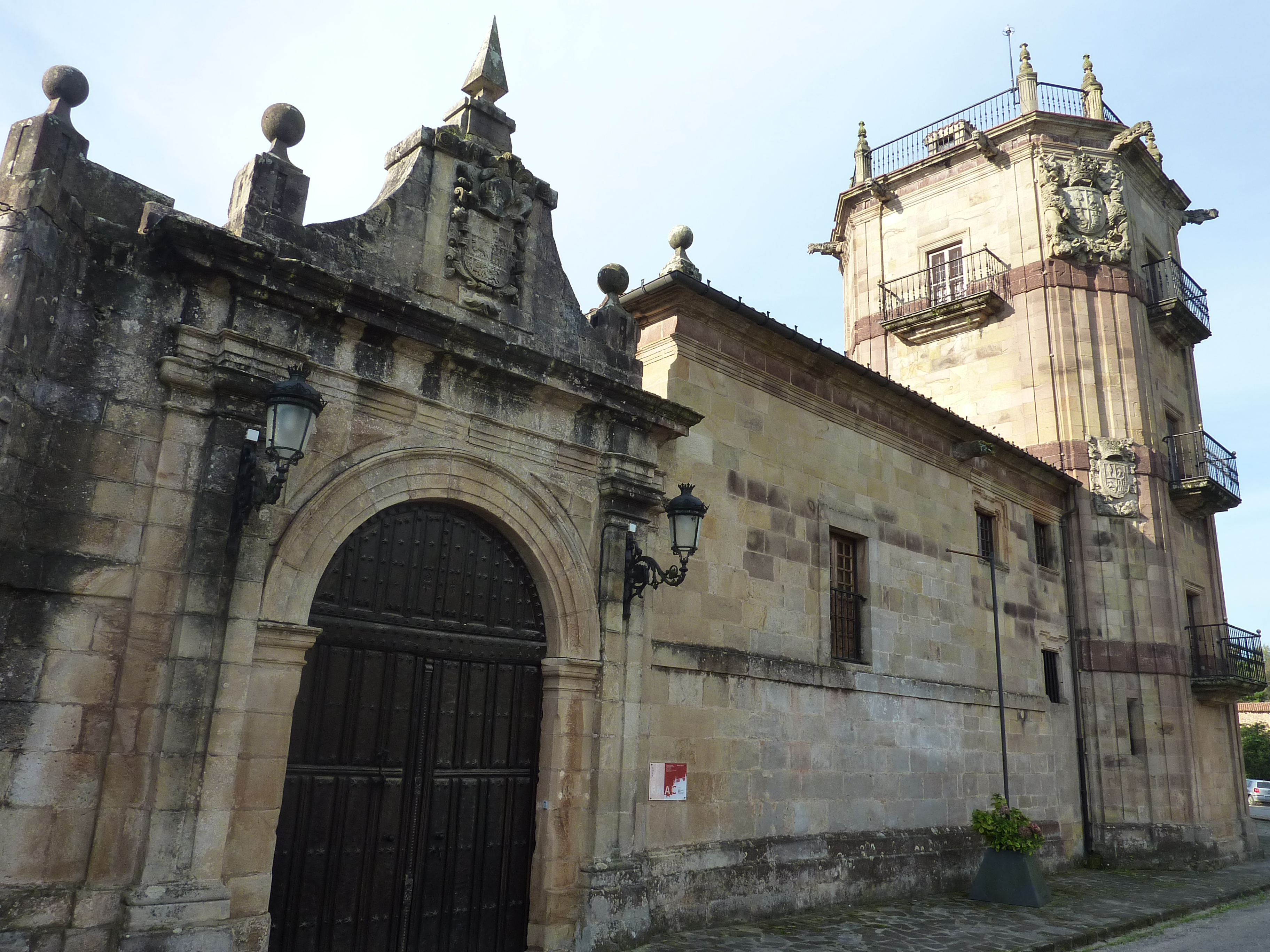
Palacio de Elsedo o Palacio de los Condes de Torrehermosa

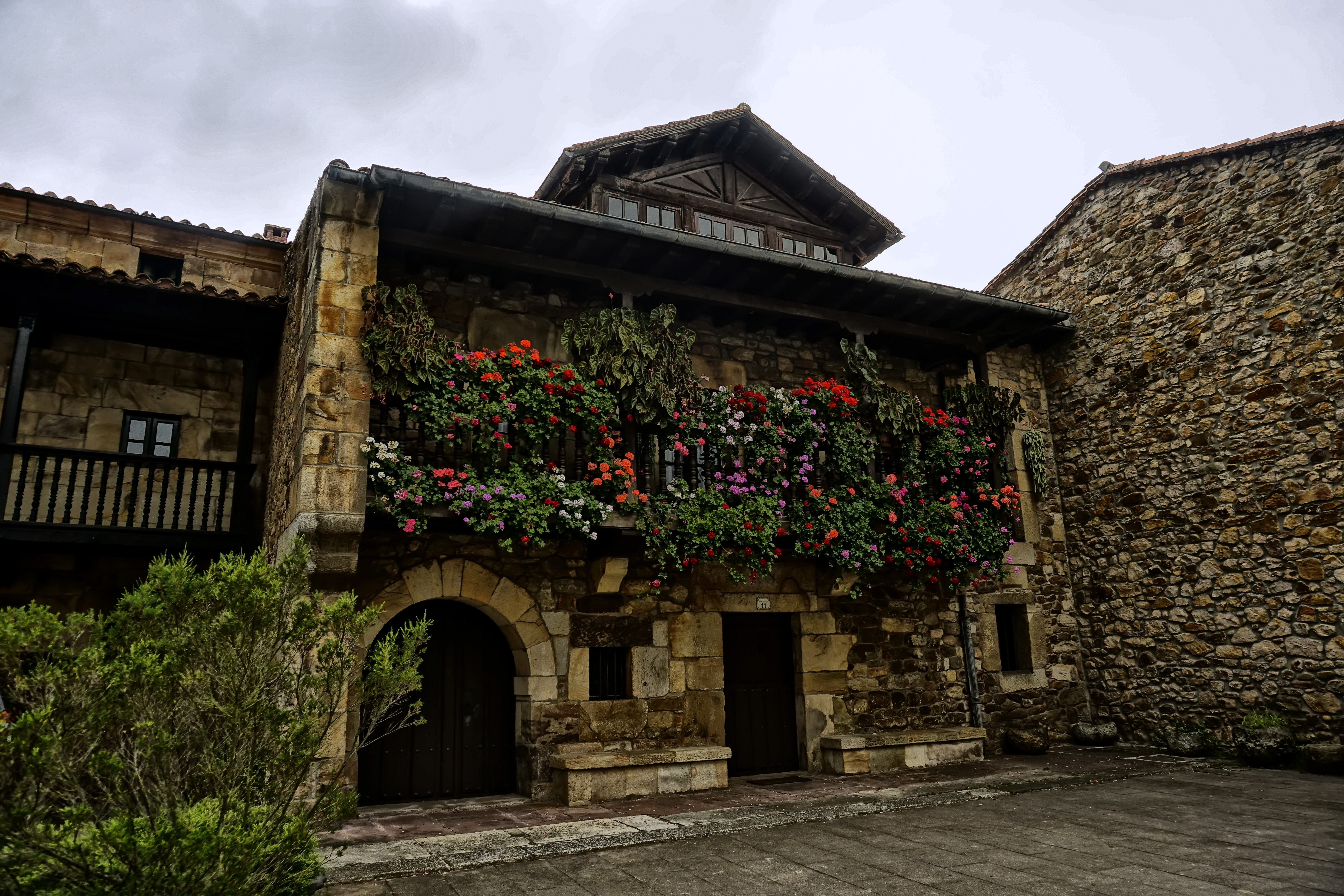
Casas Rañada-Portilla

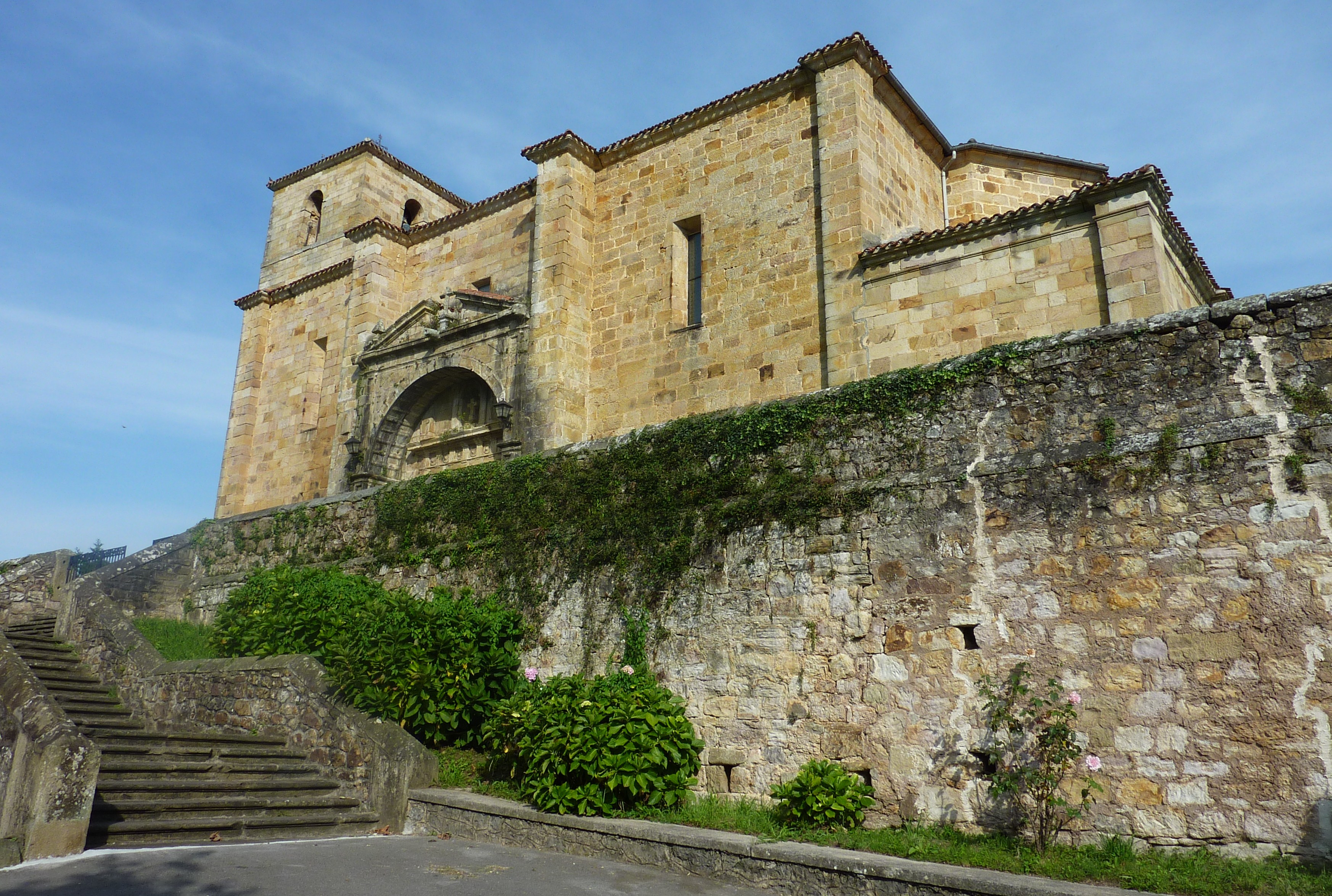
Iglesia parroquial de San Pedro ad Víncula

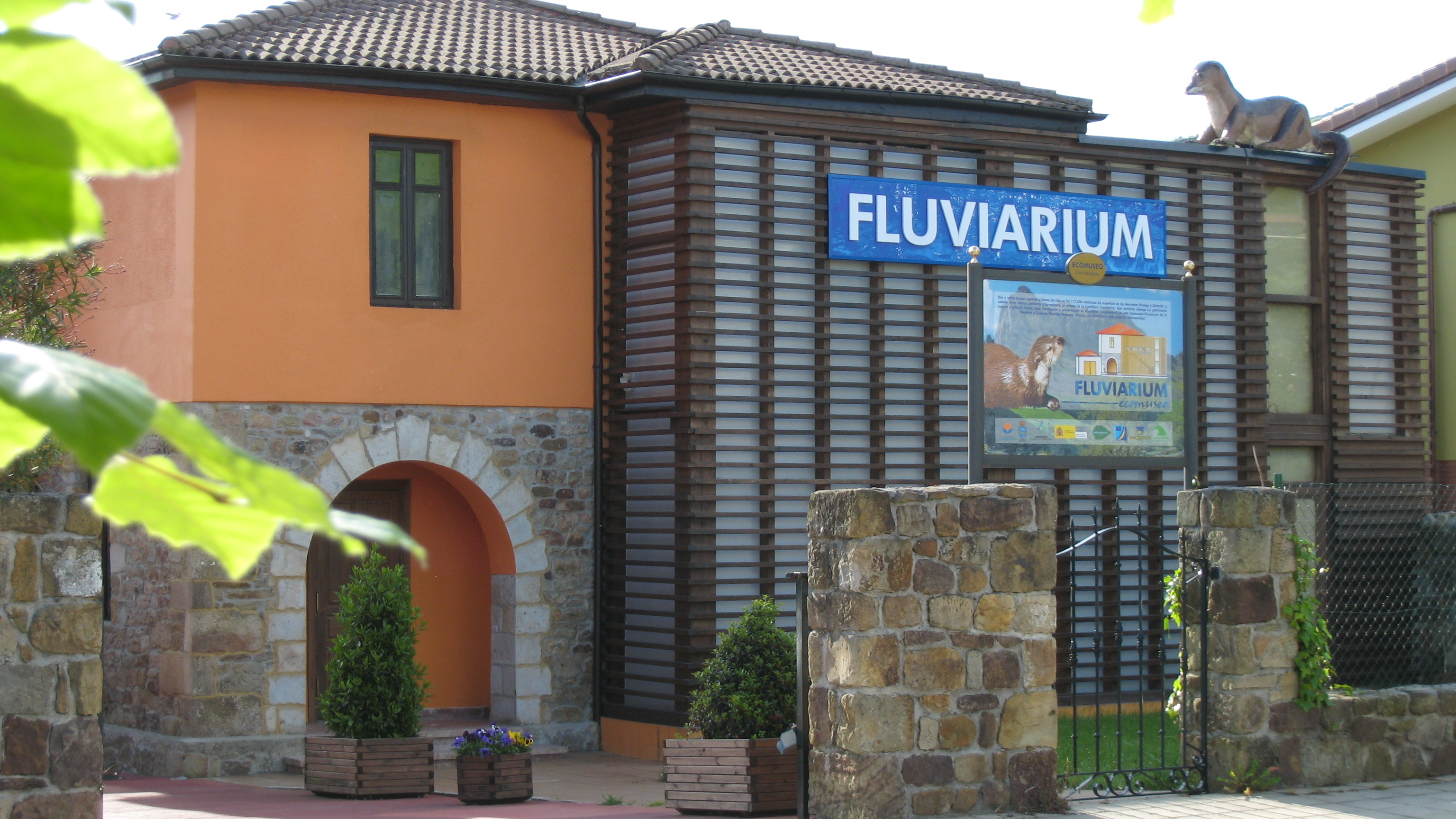
Ecomuseo-Fluviarium de la Montaña y Cuencas Fluviales Pasiegas (Fundación Naturaleza y Hombre)

Cinco son los bienes de interés cultural de este municipio:
- Palacio de Elsedo, en Pámanes, monumento
- Palacio de Cuesta Mercadillo, en La Rañada, monumento
- Cruz de Rubalcaba, en Rubalcaba, monumento
- Iglesia de San Pedro Ad Víncula, monumento
- El casco antiguo de Liérganes, conjunto histórico artístico

Además, son de interés:
- Iglesia de San Sebastián, Bien de interés local
- Iglesia de San Lorenzo Mártir en Pámanes, Bien inventariado
- Iglesia de San Pantaleón, del siglo XIII
- Portalada de la Casa de Vega en Pámanes, Bien inventariado
- Fluviarium de Liérganes
- El Puente Romano, del año 1587
- La presa de Regolgo, del año 1799